# Мур, Мейкайла
Мейкайла Джин Мэри Мур (англ. Meikayla Jean Maree Moore; род. 4 июня 1996, Крайстчерч) — новозеландская футболистка, защитница клуба «Калгари Уайлд» и сборной Новой Зеландии.

## Карьера
Мур была членом сборной Новой Зеландии до 17 лет на чемпионате мира среди женщин 2012 года, сыграв во всех трёх матчах групповой стадии.
26 сентября 2013 года Мур дебютировала за национальную сборную Новой Зеландии, выйдя на замену в игре против сборной Китая (4:0).
Она была в составе сборной Новой Зеландии на чемпионате мира по футболу 2015 года в Канаде.
В апреле 2019 года Мур была включена в окончательный состав из 23 игроков на чемпионате мира по футболу 2019, но во время тренировки во Франции перед началом турнира получила травму ахиллова сухожилия.
15 месяцев спустя она оправилась от травмы и подписала контракт с английским клубом «Ливерпуль» из чемпионшипа.
20 февраля 2022 года сделала хет-трик в свои ворота за сборную Новой Зеландии в матче SheBelieves Cup против сборной США, забив все голы в первом тайме. Мур — второй футболист, после Стана ван ден Бюйса, который забил три автогола в одном матче, причём, поскольку голы были забиты обеими ногами и головой, хет-трик Мейкайлы соответствует определению «идеального хет-трика».
6 ноября 2024 года Мур подписала контракт с новосозданным клубом «Калгари Уайлд» из высшей канадской лиги Northern Super League, которая начнёт функционировать в 2025 году.

## Голы за сборную
| № | Дата            | Место                                      | Соперник  | Счёт | Результат | Турнир                 |
| - | --------------- | ------------------------------------------ | --------- | ---- | --------- | ---------------------- |
| 1 | 10 июня 2018    | Вестпак, Веллингтон, Новая Зеландия        | Япония    | 1:1  | 1:3       | Товарищеский матч      |
| 2 | 25 ноября 2018  | Нума-Дейли Магента, Нумеа, Новая Каледония | Фиджи     | 5:0  | 10:0      | Чемпионат Океании 2018 |
| 3 | 1 декабря 2018  | Нума-Дейли Магента, Нумеа, Новая Каледония | Фиджи     | 4:0  | 8:0       | Чемпионат Океании 2018 |
| 4 | 6 сентября 2022 | Титан Стэдиум, Фуллертон, США              | Филиппины | 1:1  | 1:3       | Товарищеский матч      |

## Убеждения
Мур активно выступает за права LGBTQ+ и женщин.